# Andreas Gayk (Schiff)
Die Andreas Gayk ist ein ehemaliges Ausflugs- und Butterschiff der Kieler Verkehrs AG. Es war bis 2016 ein ungenutztes und nicht öffentliches Museumsschiff in Eckernförde.

## Geschichte
Die Andreas Gayk wurde 1970 unter der Baunummer 1280 auf der Husumer Schiffswerft gebaut. Der Stapellauf fand am 21. April 1970 statt. Das Schiff wurde am 2. Juni 1970 an die damalige Kieler Verkehrs AG abgeliefert und für Butterfahrten von Kiel nach Dänemark eingesetzt.
Benannt war das Schiff, bei dem es sich um ein Schwesterschiff der Ostsee der Flensburger Förde-Reederei handelt, nach dem Kieler Oberbürgermeister Andreas Gayk.
Während der Olympischen Sommerspiele 1972 in Kiel wurde es als offizielles Regattabegleitschiff eingesetzt.
Ab 1976 wurde das Schiff mehrfach verchartert, zeitweise nach Heiligenhafen unter dem Namen Stadtrat Steingräber, 1982 schließlich verkauft und in Sunshine umbenannt. Als Sunshine wurde das Schiff, das seit 1983 in Eckernförde registriert war, für Butterfahrten zwischen Eckernförde und Sønderborg – eingesetzt. 1985 wurde es erneut verkauft und wurde als Rümm Hart I für Butterfahren zwischen Heiligenhafen und Rødby eingesetzt.
Seit 1999 war das Schiff in Ueckermünde registriert und wurde nun zwischen Ueckermünde und den polnischen Häfen Trzebież (Ziegenort) und Świnoujście (Swinemünde) eingesetzt. Ende April 2004 wurde es zunächst in Ueckermünde aufgelegt und ab Oktober des Jahres wieder auf der Flensburger Förde eingesetzt.
2005 und 2006 wurde das Schiff zeitweise vom dänischen Gråsten aus eingesetzt. Seit Ende März 2006 war es in verschiedenen Häfen aufgelegt. Von 2007 bis 2010 lag es in Arnis. Dort wurde es auf der Heinrich Eberhardt-Werft fahrbereit gemacht. Die Überführung von Arnis über Kappeln nach Eckernförde mit dem Schlepper ANTON der Kappelner Wasserbaufirma Ostseedienst begann am 20. Mai 2011. Ziel war Port Olpenitz, da es zu diesem Zeitpunkt keine Anlaufgenehmigung für Eckernförde gab.

## Technische Daten
Das Schiff wird von zwei Dieselmotoren des Herstellers Klöckner-Humboldt-Deutz AG vom Typ 12M716 mit einer Leistung von 824 kW angetrieben, die auf zwei Propeller wirken. Es erreicht damit eine Geschwindigkeit von bis zu 14 kn.

## Butterschiff-Museum

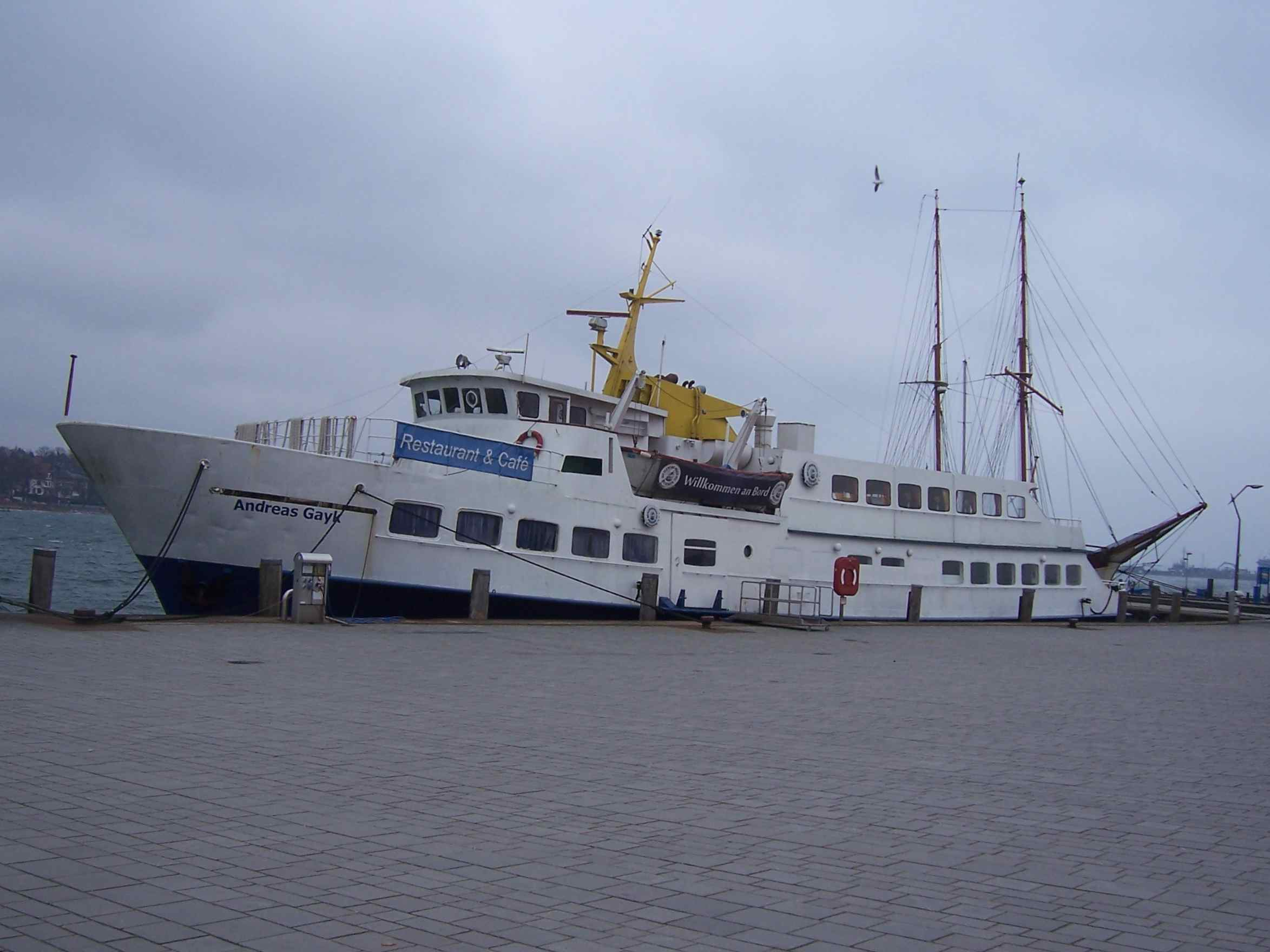
Andreas Gayk im Hafen Eckernförde

2010 wurde das Schiff von Rieke Boomgaarden und Wolfgang Beyer erworben, die es als Museumsschiff erhalten und zum schwimmenden Museum als Teil des „Erlebnishafens Eckernförde“ machen wollen. An Bord des Butterschiffs-Museums soll die Geschichte der Butterfahrten in der westlichen Ostsee dokumentiert werden.
Nach anfänglichen Schwierigkeiten und der fehlenden Zustimmung der Stadtwerke Eckernförde als Hafenbetreiber, dem Schiff in Eckernförde einen Liegeplatz zur Verfügung zu stellen, liegt das Schiff seit Ende Dezember 2011 in Eckernförde. Hier sollte es überholt und zum Museumsschiff mit begehbarer Maschine und Brücke instand gesetzt werden. Die Nutzung als Gastronomie oder Kleinkunstbühne war ebenso wie Kurztörns mit dem Schiff auf der Eckernförder Bucht vorgesehen.
2013 wurde auf dem Schiff ein Kultur-Salon eröffnet.

## Zukunftsaussichten

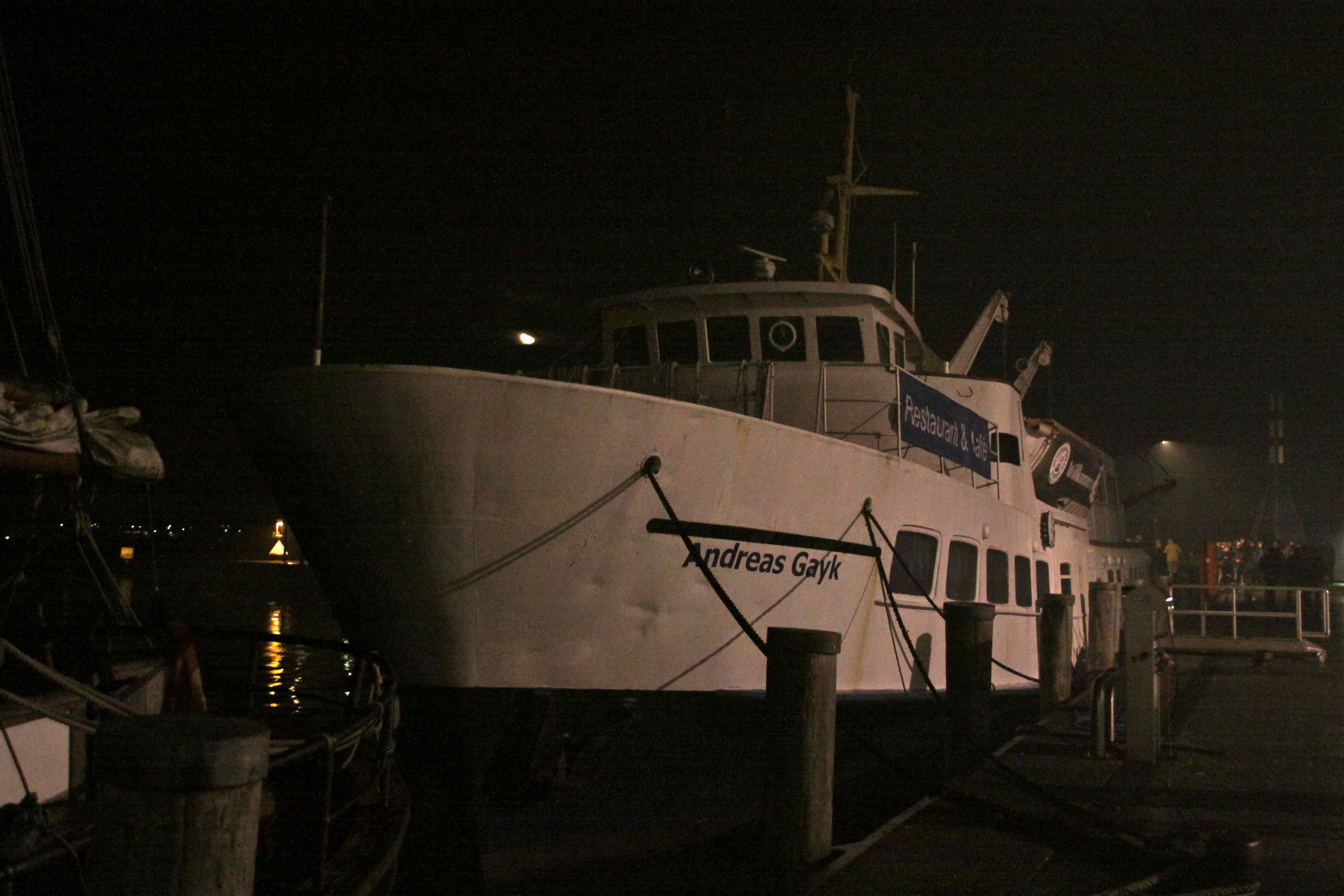
Die Andreas Gayk im Hafen von Eckernförde

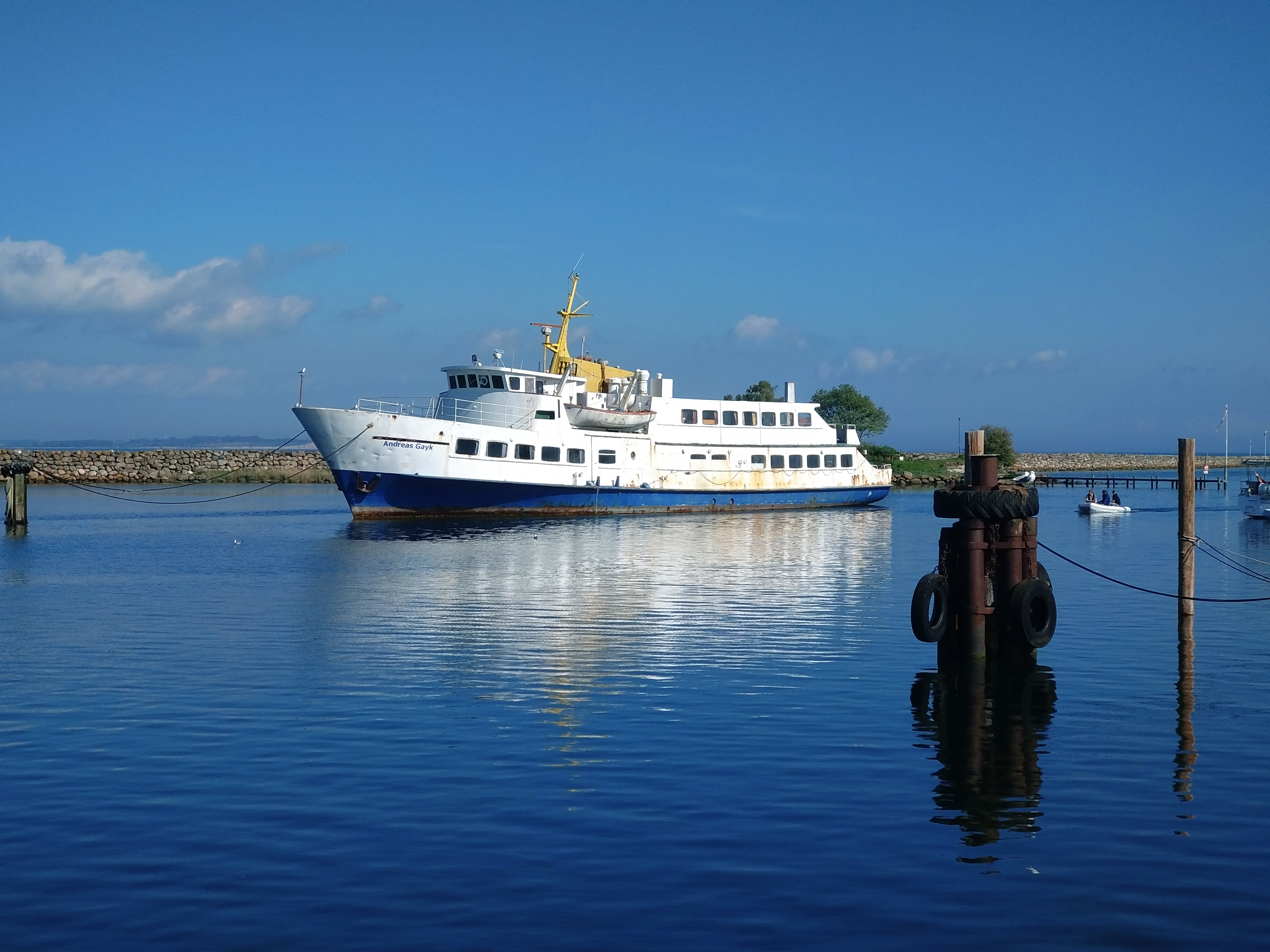
Die Andreas Gayk im Hafen von Marstal (Mai 2024)

Die vorgesehenen Ziele wurden nicht erreicht. Zweimal verlängerten die für den Liegeplatz im Hafen zuständigen Stadtwerke Eckernförde die Frist, am Ende bis zum 31. August 2014. Zu diesem Zeitpunkt war das Schiff immer noch nicht fahrtüchtig. Mit dem Verlust der Liegeplatzgenehmigung war die Schank- und Gaststättenkonzession erloschen. Unabhängig davon erwarben die Besitzer die ehemalige Inneneinrichtung der Gaststätte Ratshalle, um diese im Schiff einzubauen.
Mit einer einstweiligen Verfügung beim Schleswig-Holsteinischen Verwaltungsgericht in Schleswig erwirkten die Besitzer des Schiffes Anfang 2015 eine Schank- und Gaststättenkonzession von Mai bis Oktober. Im Mai 2016 wurde vor dem Landgericht Kiel ein Vergleich geschlossen. Danach muss das Schiff bis Ende September 2016 den Liegeplatz in Eckernförde räumen. Im Gegenzug werden den Besitzern die aufgelaufenen Liegeplatzkosten in Höhe von 22.500 Euro erlassen. Sollte der Liegeplatz nicht geräumt werden, könnten die Stadtwerke das Abschleppen veranlassen, möglicherweise auch zur Verschrottung.
Am 1. Oktober 2016 wurde das Schiff wie vereinbart, jedoch noch mit unbekanntem Ziel, aus dem Hafen von Eckernförde geschleppt. Wenige Tage später kam die Sichtmeldung, dass das Schiff in Marstal an der Südostspitze der dänischen Insel Ærø an der Werftpier liegt.
Stand Mai 2024 liegt die Andreas Gayk in recht schlechtem Zustand immer noch im Hafen von Marstal gegenüber den Helgen der Werft.
Aktuell, Juli 2014, hat das Schiff im Hafen von Gager (Rügen) festgemacht.